# Okręg Nontron
Okręg Nontron (fr. Arrondissement de Nontron) – okręg w południowo-zachodniej Francji. Populacja wynosi 41 800.

## Podział administracyjny
W skład okręgu wchodzą następujące kantony:
- Bussière-Badil,
- Champagnac-de-Belair,
- Jumilhac-le-Grand,
- Lanouaille,
- Mareuil,
- Nontron,
- Saint-Pardoux-la-Rivière,
- Thiviers.